# وینک (دهانه)
وینک یک دهانه برخوردی در ماه‌ است.

## دهانه‌های اقماری
این دهانه ۱۰ دهانه اقماری دارد.
| Weinek | عرض جغرافیایی | طول جغرافیایی | قطر          |
| ------ | ------------- | ------------- | ------------ |
| A      | ۲۶.۹° S       | ۳۵.۵° E       | ۱۰.۰ کیلومتر |
| B      | ۲۶.۹° S       | ۳۸.۲° E       | ۱۱.۰ کیلومتر |
| E      | ۲۵.۳° S       | ۳۷.۵° E       | ۹.۰ کیلومتر  |
| D      | ۲۶.۰° S       | ۳۶.۶° E       | ۹.۰ کیلومتر  |
| G      | ۲۶.۹° S       | ۳۹.۰° E       | ۱۵.۰ کیلومتر |
| F      | ۲۵.۱° S       | ۳۸.۲° E       | ۴.۰ کیلومتر  |
| H      | ۲۸.۶° S       | ۳۸.۵° E       | ۶.۰ کیلومتر  |
| K      | ۲۸.۹° S       | ۳۸.۴° E       | ۱۷.۰ کیلومتر |
| M      | ۲۵.۸° S       | ۴۰.۰° E       | ۶.۰ کیلومتر  |
| L      | ۲۶.۱° S       | ۳۹.۷° E       | ۹.۰ کیلومتر  |